# Thành bang Ý

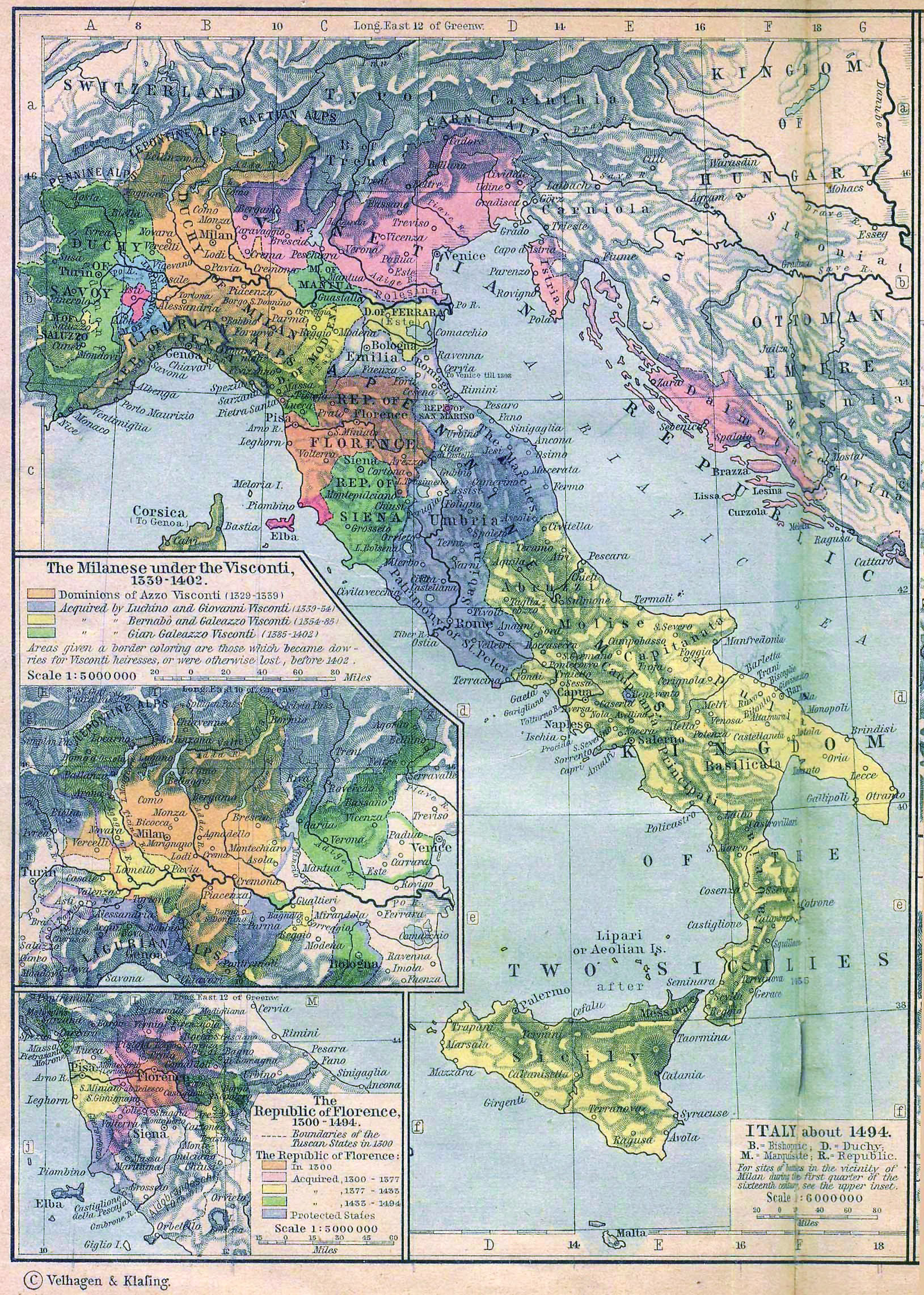
Italia năm 1494, sau khi Hòa ước Lodi được ký kết

Các thành bang ở Ý là một hiện tượng chính trị của các quốc gia độc lập nhỏ nằm ở miền trung và miền bắc bán đảo Ý giữa thế kỷ thứ 10 và 15.
Sau sự sụp đổ của Đế quốc Tây La Mã nằm ở khu vưc nước Ý ngày này phần lớn các thành phố ở đây đều tiếp nối được tính liên tục lớn hơn so với các thành phố còn lại. Nhiều trong số các thị trấn này là nạn nhân của thị trấn Etrus và La Mã trước đó đã tồn tại trong đế chế La Mã. Các tổ chức cộng hòa La Mã cũng đã sống sót. Một số lãnh chúa phong kiến tồn tại với một lực lượng lao động nô lệ đông đảo và những vùng đất rộng lớn, nhưng vào thế kỷ 11, nhiều thành phố, bao gồm cả Venezia, Milano, Firenze, Genova, Pisa, Siena, Lucca, Cremona và nhiều người khác, đã trở thành những trung tâm thương mại sầm uất nhất châu Âu thời bấy giờ.